# 루크 헴스워스
루크 헴즈워스(영어: Luke Hemsworth, 1980년 11월 5일 ~ )는 오스트레일리아의 배우이다.

## 출연 작품

### 영화
- 랜드 오브 배드 (2024) - 아벨 역